# Ministri per gli anziani della Francia
Questo articolo mostra l'elenco dei membri del governo francese (ministri, segretari di Stato) responsabili degli anziani, dell'autonomia, della dipendenza e della solidarietà tra generazioni.
Il nome esatto della funzione può variare a seconda della nomina. Le date indicate sono le date di assunzione o di cessazione dalle funzioni, che generalmente sono il giorno antecedente la data di pubblicazione del decreto di nomina sul Journal officiel.
L'8 febbraio 2024 Fadila Khattabi è stata nominata Ministro delegato per gli anziani e le persone con disabilità.

## Elenco
| Ministro o segretario di Stato    | Incarico                                                                   | Ministro di vigilanza             | Incarico                                                                                      | Governo                           | Inizio                            | Fine                              |
| Presidenza di François Mitterrand | Presidenza di François Mitterrand                                          | Presidenza di François Mitterrand | Presidenza di François Mitterrand                                                             | Presidenza di François Mitterrand | Presidenza di François Mitterrand | Presidenza di François Mitterrand |
| --------------------------------- | -------------------------------------------------------------------------- | --------------------------------- | --------------------------------------------------------------------------------------------- | --------------------------------- | --------------------------------- | --------------------------------- |
| Joseph Franceschi                 | Segretario di Stato per gli anziani                                        | Nicole Questiaux                  | Ministro di Stato, ministro della solidarietà nazionale                                       | Mauroy I                          | 22 maggio 1981                    | 23 giugno 1981                    |
| Joseph Franceschi                 | Segretario di Stato per gli anziani                                        | Nicole Questiaux                  | Ministro della solidarietà nazionale                                                          | Mauroy II                         | 23 giugno 1981                    | 29 giugno 1982                    |
| Joseph Franceschi                 | Segretario di Stato per gli anziani                                        | Pierre Bérégovoy                  | Ministro degli affari sociali e della solidarietà nazionale                                   | Mauroy II                         | 29 giugno 1982                    | 17 agosto 1982                    |
| Nessuno                           | Nessuno                                                                    | Pierre Bérégovoy                  | Ministro degli affari sociali e della solidarietà nazionale                                   | Mauroy II                         | 17 agosto 1982                    | 8 dicembre 1982                   |
| Daniel Benoîst                    | Segretario di Stato per gli anziani                                        | Pierre Bérégovoy                  | Ministro degli affari sociali e della solidarietà nazionale                                   | Mauroy II                         | 8 dicembre 1982                   | 24 marzo 1983                     |
| Daniel Benoîst                    | Segretario di Stato per gli anziani                                        | Pierre Bérégovoy                  | Ministro degli affari sociali e della solidarietà nazionale                                   | Mauroy III                        | 24 marzo 1983                     | 23 luglio 1984                    |
| Joseph Franceschi                 | Segretario di Stato per i pensionati e gli anziani                         | Georgina Dufoix                   | Ministro degli affari sociali e della solidarietà nazionale                                   | Fabius                            | 23 luglio 1984                    | 20 marzo 1986                     |
| Nessuno                           | Nessuno                                                                    | Nessuno                           | Nessuno                                                                                       | Chirac II                         | 20 marzo 1986                     | 11 maggio 1988                    |
| Catherine Trautmann               | Segretario di Sato per gli anziani e i disabili                            | Michel Delebarre                  | Ministro degli affari sociali e dell'occupazione                                              | Rocard I                          | 13 maggio 1988                    | 28 giugno 1988                    |
| Théo Braun                        | Ministro delegato per gli anziani                                          | Claude Évin                       | Ministro della solidarietà, della sanità e della protezione sociale                           | Rocard II                         | 28 giugno 1988                    | 2 ottobre 1990                    |
| Hélène Dorlhac                    | Segretario di Stato per la famiglia e gli anziani                          | Claude Évin                       | Ministro degli affari sociali e della solidarietà                                             | Rocard II                         | 2 ottobre 1990                    | 17 maggio 1991                    |
| Laurent Cathala                   | Segretario di Stato per la famiglia e gli anziani                          | Jean-Louis Bianco                 | Ministro degli affari sociali e dell'integrazione                                             | Cresson                           | 17 maggio 1991                    | 22 luglio 1991                    |
| Laurent Cathala                   | Segretario di Stato per la famiglia, gli anziani e i rimpatriati           | Jean-Louis Bianco                 | Ministro degli affari sociali e dell'integrazione                                             | Cresson                           | 22 luglio 1991                    | 4 aprile 1992                     |
| Laurent Cathala                   | Segretario di Stato per la famiglia, gli anziani e i rimpatriati           | René Teulade                      | Ministro degli affari sociali e dell'integrazione                                             | Bérégovoy                         | 4 aprile 1992                     | 30 marzo 1993                     |
| Nessuno                           | Nessuno                                                                    | Nessuno                           | Nessuno                                                                                       | Balladur                          | 30 marzo 1993                     | 17 maggio 1995                    |
| Presidenza di Jacques Chirac      |                                                                            |                                   |                                                                                               |                                   |                                   |                                   |
| Colette Codaccioni                | Ministro della solidarietà tra generazioni                                 | Pieno esercizio                   | Pieno esercizio                                                                               | Juppé I                           | 18 maggio 1995                    | 6 novembre 1995                   |
| Nessuno                           | Nessuno                                                                    | Nessuno                           | Nessuno                                                                                       | Juppé II                          | 6 novembre 1995                   | 2 giugno 1997                     |
| Nessuno                           | Nessuno                                                                    | Nessuno                           | Nessuno                                                                                       | Jospin                            | 2 giugno 1997                     | 6 febbraio 2001                   |
| Dominique Gillot                  | Segretario di Stato per gli anziani e i disabili                           | Élisabeth Guigou                  | Ministro dell'occupazione e della solidarietà                                                 | Jospin                            | 6 febbraio 2001                   | 27 marzo 2001                     |
| Paulette Guinchard-Kunstler       | Segretario di Stato per gli anziani                                        | Élisabeth Guigou                  | Ministro dell'occupazione e della solidarietà                                                 | Jospin                            | 27 marzo 2001                     | 7 maggio 2002                     |
| Nessuno                           | Nessuno                                                                    | Nessuno                           | Nessuno                                                                                       | Raffarin I                        | 6 maggio 2002                     | 17 giugno 2002                    |
| Hubert Falco                      | Segretario di Stato per gli anziani                                        | François Fillon                   | Ministro degli affari sociali, del lavoro e della solidarietà                                 | Raffarin II                       | 17 giugno 2002                    | 30 marzo 2004                     |
| Hubert Falco                      | Ministro delegato per gli anziani                                          | Philippe Douste-Blazy             | Ministro della sanità e della protezione sociale                                              | Raffarin III                      | 31 marzo 2004                     | 28 ottobre 2004                   |
| Catherine Vautrin                 | Segretario di Stato per gli anziani                                        | Jean-Louis Borloo                 | Ministro dell'occupazione, del lavoro e della coesione sociale                                | Raffarin III                      | 28 ottobre 2004                   | 31 maggio 2005                    |
| Philippe Bas                      | Ministro delegato alla previdenza sociale, agli anziani e alla Famiglia    | Xavier Bertrand                   | Ministro della salute e della solidarietà                                                     | de Villepin                       | 2 giugno 2005                     | 26 marzo 2007                     |
| Nessuno                           | Nessuno                                                                    | Philippe Bas                      | Ministro della salute e della solidarietà                                                     | de Villepin                       | 26 marzo 2007                     | 15 maggio 2007                    |
| Presidenza di Nicolas Sarkozy     |                                                                            |                                   |                                                                                               |                                   |                                   |                                   |
| Nessuno                           | Nessuno                                                                    | Nessuno                           | Nessuno                                                                                       | Fillon I                          | 18 maggio 2007                    | 18 giugno 2007                    |
| Nessuno                           | Nessuno                                                                    | Nessuno                           | Nessuno                                                                                       | Fillon II                         | 19 giugno 2007                    | 13 novembre 2010                  |
| Nora Berra                        | Segretario di Stato per gli anziani                                        | Xavier Darcos                     | Ministro del lavoro, delle relazioni sociali, della famiglia, della solidarietà e della città | Fillon II                         | 23 giugno 2009                    | 22 marzo 2010                     |
| Nora Berra                        | Segretario di Stato per gli anziani                                        | Éric Woerth                       | Ministro del lavoro, della solidarietà e della funzione pubblica                              | Fillon II                         | 22 marzo 2010                     | 13 novembre 2010                  |
| Nessuno                           | Nessuno                                                                    | Nessuno                           | Nessuno                                                                                       | Fillon III                        | 14 novembre 2010                  | 10 maggio 2012                    |
| Presidenza di François Hollande   |                                                                            |                                   |                                                                                               |                                   |                                   |                                   |
| Michèle Delaunay                  | Ministro delegato per gli anziani e le dipendenze                          | Marisol Touraine                  | Ministro degli affari sociali e della salute                                                  | Ayrault I                         | 16 maggio 2012                    | 18 giugno 2012                    |
| Michèle Delaunay                  | Ministro delegato per gli anziani e l'autonomia                            | Marisol Touraine                  | Ministro degli affari sociali e della salute                                                  | Ayrault II                        | 21 giugno 2012                    | 31 marzo 2014                     |
| Laurence Rossignol                | Segretario di Stato per la famiglia, gli anziani e l'autonomia             | Marisol Touraine                  | Ministro degli affari sociali (e della salute)                                                | Valls I                           | 9 aprile 2014                     | 25 agosto 2014                    |
| Laurence Rossignol                | Segretario di Stato per la famiglia, gli anziani e l'autonomia             | Marisol Touraine                  | Ministro degli affari sociali, della salute e dei diritti delle donne                         | Valls II                          | 26 agosto 2014                    | 17 giugno 2015                    |
| Laurence Rossignol                | Segretario di Stato per la famiglia, l'infanzia, gli anziani e l'autonomia | Marisol Touraine                  | Ministro degli affari sociali, della salute e dei diritti delle donne                         | Valls II                          | 17 giugno 2015                    | 11 febbraio 2016                  |
| Pascale Boistard                  | Segretario di Stato per gli anziani e l'autonomia                          | Marisol Touraine                  | Ministro degli affari sociali e della sanità                                                  | Valls II                          | 11 febbraio 2016                  | 6 dicembre 2016                   |
| Pascale Boistard                  | Segretario di Stato per gli anziani e l'autonomia                          | Marisol Touraine                  | Ministro degli affari sociali e della sanità                                                  | Cazeneuve                         | 6 dicembre 2016                   | 15 maggio 2017                    |
| Presidenza di Emmanuel Macron     |                                                                            |                                   |                                                                                               |                                   |                                   |                                   |
| Nessuno                           | Nessuno                                                                    | Nessuno                           | Nessuno                                                                                       | Philippe I e II                   | 17 maggio 2017                    | 6 luglio 2020                     |
| Brigitte Bourguignon              | Ministro delegato all'autonomia                                            | Olivier Véran                     | Ministro della solidarietà e della salute                                                     | Castex                            | 6 luglio 2020                     | 20 maggio 2022                    |
| Nessuno                           | Nessuno                                                                    | Nessuno                           | Nessuno                                                                                       | Borne                             | 20 maggio 2022                    | 11 gennaio 2024                   |
| Fadila Khattabi                   | Ministro delegato per gli anziani e le persone con disabilità              | Catherine Vautrin                 | Ministro del lavoro, della salute e della solidarietà                                         | Attal                             | 8 febbraio 2024                   | in carica                         |